# Linea Rossa (metropolitana di Dubai)
La linea Rossa (in arabo الخط الأحمر) è una linea della metropolitana di Dubai, Emirati Arabi Uniti, che collega la città da nord, con capolinea presso la stazione di Centrepoint, a sud, dividendosi poi in due diramazioni che terminano a UAE Exchange ed Expo 2020. La linea costeggia per la maggior parte del suo tragitto la Sheikh Zayed Road. È gestita dalla Roads and Transport Authority.
Incrocia la linea Verde nelle stazioni di Union e BurJuman.

## Cronologia
- 9 settembre 2009: Inaugurazione della prima tratta della linea, comprendente le stazioni di Rashidiya, Airport Terminal 3, City Centre, Al Rigga, Union Square, Khalid Bin Al Waleed, Al Jaffiliya, Financial Centre, Mall of the Emirates e Nakheel Harbor & Tower.[1]
- 10 settembre 2009: Apertura al pubblico della prima tratta.
- 4 gennaio 2010: Apertura della stazione di stazione Burj Khalifa/Dubai Mall in contemporanea con l'inaugurazione del Burj Khalifa.[2]
- 30 aprile 2010: Apertura delle stazioni di Emirates Airline, Airport Terminal 1, Al Karama, Emirates Towers, TECOM, Dubai Marina e Ibn Battuta.
- 15 maggio 2010: Apertura delle stazioni di Noor Islamic Bank, World Trade Center e GGICO.[3]
- 15 ottobre 2010: Apertura delle stazioni di Business Bay, First Gulf Bank, Sharaf DG, Nakheel e Jumeirah Lake Towers.[4]
- 11 marzo 2011: Apertura della stazione, attuale capolinea, di Jebel Ali.[5][6]
- 11 dicembre 2012: Apertura della stazione di Danube.[7]
- 30 settembre 2013: Apertura della stazione di Energy.
- 1º gennaio 2021: Apertura della prima sezione della diramazione Route 2020 da Jabal Ali a Al Furjan con due stazioni intermedie, The Gardens e Discovery Gardens.[8]
- 1º giugno 2021: Apertura della seconda sezione della diramazione Route 2020 da Al Furjan a Expo 2020 con stazione intermedia Dubai Investment Park.[9]
- 1º settembre 2021: Apertura della stazione Jumeirah Golf Estates della Route 2020, situata tra Al Furjan e Dubai Investment Park.[10]

## Stazioni

### Nomi delle stazioni
Il 13 maggio 2010, la Roads and Transport Authority (RTA) ha annunciato che la stazione di Al Quoz, inaugurata il 15 maggio, sarebbe stata rinominata Noor Islamic Bank per un periodo di dieci anni. L'annuncio è stato fatto alla presenza dei rappresentanti della banca presso la sede della RTA di Dubai.
L'iniziativa di denominazione ha finora generato 2 miliardi di Dirham di entrate per la RTA. In media, ogni stazione ha portato nelle casse circa 90-100 milioni di Dirham. Ben 21 stazioni, infatti, su entrambe le linee sono state rinominate con il nome di multinazionali locali o internazionali, tra le tante, possiamo ricordare per esempio: Etisalat, Emirates Airlines, GGICO, Nakheel, Sharaf DG, First Gulf Bank e Danube.

### Percorso
| Nome                                                  | Nome in arabo                    | Interscambi |
| ----------------------------------------------------- | -------------------------------- | ----------- |
| Tratta comune                                         |                                  |             |
| Centrepoint (in origine Rashidiya)                    | سنتربوينت                        |             |
| Emirates                                              | طيران الإمارات                   |             |
| Airport Terminal 3                                    | المطار- مبنى رقم 3               |             |
| Airport Terminal 1                                    | المطار- مبنى رقم 1               |             |
| GGICO (in origine Al Garhoud)                         | جي جي كو                         |             |
| Deira City Centre                                     | ديرة سيتي سنتر                   |             |
| Al Rigga                                              | الرقة                            |             |
| Union                                                 | الاتحاد                          | Linea Verde |
| BurJuman (in origine Khalid Bin Al Waleed)            | برجمان                           | Linea Verde |
| ADCB (in origine Al Karama)                           | بنك أبوظبي التجاري               |             |
| Max (in origine Al Jafiliya)                          | ماكس                             |             |
| World Trade Centre                                    | المركز التجاري العالمي           |             |
| Emirates Towers                                       | أبراج الإمارات                   |             |
| Financial Centre                                      | المركز المالي                    |             |
| Burj Khalifa/Dubai Mall                               | دبي مول / برج خليفة              |             |
| Business Bay                                          | الخليج التجاري                   |             |
| Onpassive (in origine Noor Bank, poi Al Safa)         | الصفا                            |             |
| Equiti (in origine First Gulf Bank, poi Umm Al Sheif) | ام الشيف                         |             |
| Mall of the Emirates                                  | مول الإمارات                     |             |
| Mashreq (in origine Sharaf DG)                        | المشرق                           |             |
| Dubai Internet City                                   | مدينة دبي للانترنت               |             |
| Al Khail (in origine Nakheel)                         | الخيل                            |             |
| Sobha Realty (in origine Dubai Marina)                | شوبا العقارية                    | Tram        |
| DMCC (in origine Jumeirah Lake Towers)                | أبراج بحيرات جميرا               | Tram        |
| Jabal Ali (in origine Nakheel Harbor & Tower)         | جبل علي                          |             |
| Diramazione per Expo 2020                             |                                  |             |
| The Gardens                                           | الحدائق                          |             |
| Discovery Gardens                                     | ديسكفري جاردنز                   |             |
| Al Furjan                                             | الفرجان                          |             |
| Jumeirah Golf Estates                                 | عقارات جميرا للجولف              |             |
| Dubai Investment Park                                 | مجمع دبي للاستثمار               |             |
| Expo 2020                                             | 2020 اكسبو                       |             |
| Diramazione per UAE Exchange                          |                                  |             |
| Ibn Battuta                                           | ابن بطوطة                        |             |
| Energy                                                | الطاقة                           |             |
| Danube (in origine Jebel Ali Industrial)              | دانوب                            |             |
| UAE Exchange (in origine Jebel Ali)                   | الإمارات العربية المتحدة للصرافة |             |

## Depositi
La linea rossa è dotata di 2 depositi, il deposito principale sorge ad Al Rashidiya, quello ausiliario presso la Jebel Ali Free Zone.

## Prolungamenti
Un prolungamento della linea rossa è in fase di progettazione. Esso prevede un'ulteriore estensione della linea, per circa 7,5 km, attraverso la Jebel Ali Free Zone, verso il confine con Abu Dhabi. La Roads and Transport Authority sta studiando anche un prolungamento verso l'Aeroporto Internazionale di Dubai World Central, che ha aperto nel giugno 2010 per il servizio merci e nel febbraio 2011 per quello passeggeri.